# Markus Svensson
Markus Svensson, född 9 juli 1984 i Kalmar, är en svensk ishockeyspelare (målvakt). Han spelar för närvarande i HV71. Han har tidigare spelat i AIK i SHL, dit han kom från Malmö Redhawks inför säsongen 2011/2012. Svensson blev kritiserad för sitt svaga spel, och efter endast två matcher och en räddningsprocent på 77,6 blev han utlånad till IK Oskarshamn som spelar i Hockeyallsvenskan. Inför säsongen 2012/2013 fick Svensson spela i högsta ligan igen efter att ha skrivit på ett kontrakt med SHL-klubben Skellefteå AIK. 
I Skellefteå AIK har Svensson vunnit två SM-guld och har de senaste säsongerna tillhört ligans bästa målvakter. Han gjorde landslagsdebut i en landskamp mot Finland i Globen i februari 2015. 
Efter säsongen 2015/2016 tilldelades Svensson Honken Trophy som bäste målvakt i SHL.

## Klubbkarriär

### Inledande karriär
Till skillnad från andra professionella hockeymålvakter så har Svensson valt att vandra en brokig väg. Så sent som år 2006 spelade han Division 1-hockey med Mariestad BoIS HC. Efter detta så följde spel med IK Oskarshamn, och han blev efter ett tag en etablerad Allsvensk målvakt. Efter lyckade säsonger i Allsvenskan så fick Svensson chansen i högsta ligan i Stockholmsklubben AIK, men där blev det inte några större framgångar. Han blev bland annat kallad för "världens sämsta målvakt" av Aftonbladet-krönikören Lasse Anrell. Efter svagt spel och bara ett fåtal matcher så lånades han ut till Oskarshamn igen.  

### SM-gulden 2013 och 2014
Inför säsongen 2012/2013 värvades Svensson av Skellefteå AIK. Detta blev hans stora genombrott på elitnivå. Han spelade 27 matcher och delade jobbet mellan stolparna med Joacim Eriksson, men under slutspelen stod Svensson i skuggan av denne, som storspelade och ledde sitt lag till klubbens första SM-guld på 35 år.
Säsongen 2013/2014 fastställde Svensson sin plats som elitmålvakt. När Joacim Eriksson försvann till Nordamerika för spel i Vancouver så hade Skellefteå AIK värvat NHL-meriterade Henrik Karlsson från Chicago Blackhawks, och tillsammans delade han och Svensson på målvaktsjobbet. Svensson spelade mycket bra första halvan av säsongen. I början av januari kom beskedet att Henrik Karlsson lämnade klubben för KHL-laget Avangard Omsk. Då var det Svenssons tur att stå i rampljuset på allvar. Skellefteå AIK vann grundserien efter vasst spel av målvakten. Slutspelet var nästan bara en formalitet. De förlorade endast två matcher i spelet om Le Mat-pokalen och vann sitt andra raka SM-guld på åtta raka finalmatcher vilket inget annat lag åstadkommit i historien. Framgångarna berodde mycket på grund av Svensson, som stod alla matcher för sitt lag i slutspelet och var bäst i räddningsprocent och snittade minst insläppta mål per match av alla målvakter. Svensson kommer att spela kommande två säsonger i Skellefteå efter att ha förlängt med klubben

## Meriter

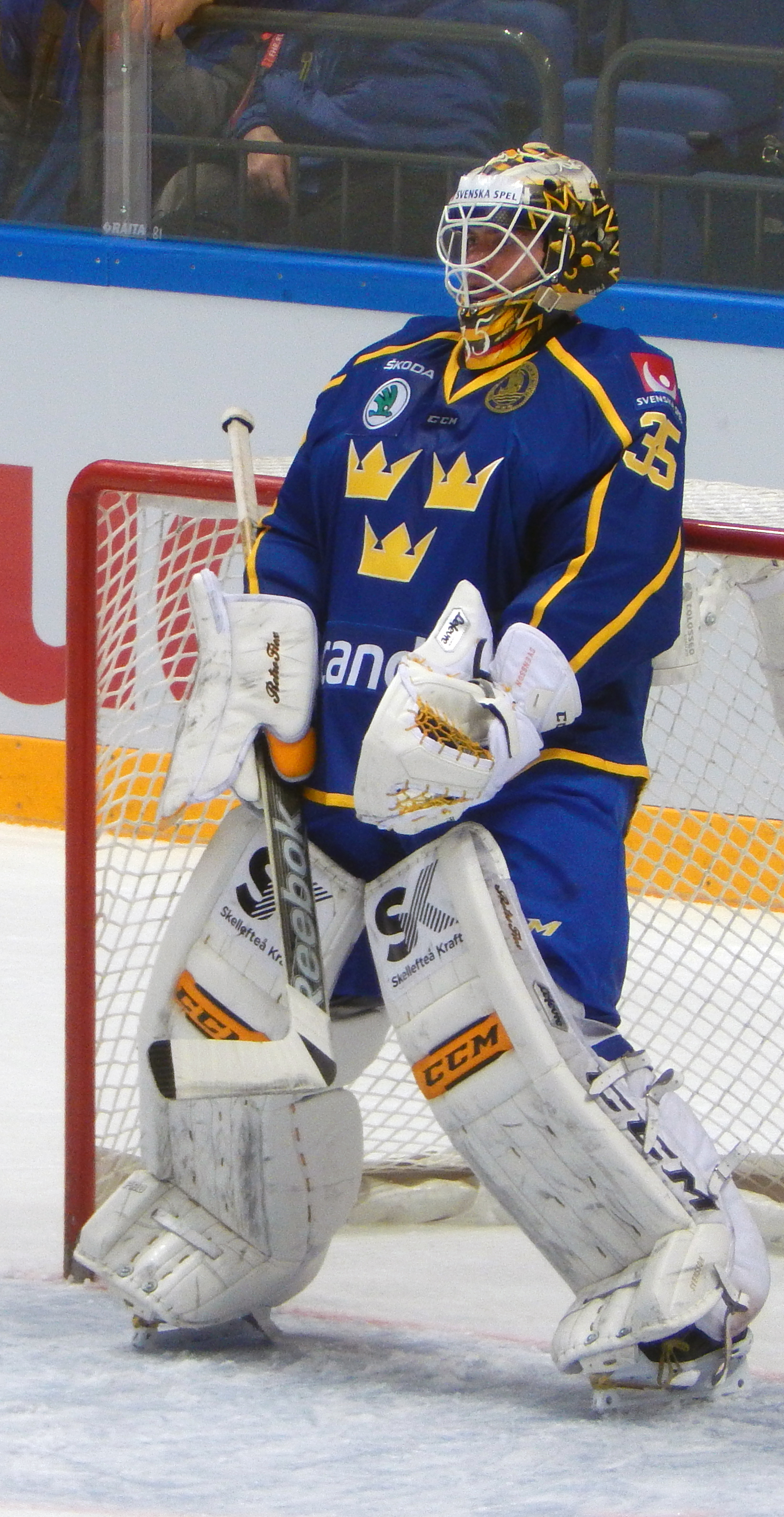
2015 Channel One Cup

Förutom två SM-guld, bäst räddningsprocent och GAA i SM-slutspelet 2014 stod Markus Svensson för årets räddning i SHL-säsongen 2013/2014. Han blev även nominerad till årets målvakt samma säsong, men i den kategorin vann Linus Ullmark.
- Honken Trophy - 2015/2016

## Klubbar
- Kalmar HC 2000-2001
- IK Oskarshamn 2001-2004
- Mariestad BoIS HC 2004-2006
- IK Oskarshamn 2006-2008
- Malmö Redhawks 2008-2011
- AIK 2011-2012
- Skellefteå AIK 2012-2016
- Spartak Moskva 2016-2018
- Färjestad BK 2018-2020